# Масиейра-де-Алкоба
Масиейра-де-Алкоба (порт. Macieira de Alcoba)  —  район (фрегезия) в Португалии,  входит в округ Авейру. Является составной частью муниципалитета  Агеда. Находится в составе крупной городской агломерации Большое Авейру. По старому административному делению входил в провинцию Бейра-Литорал. Входит в экономико-статистический  субрегион Байшу-Воуга, который входит в Центральный регион. Население составляет 110 человек. Занимает площадь 9,39 км².
Покровителем района считается Мартин Турский (порт. São Martinho). 